# Двірцівська сільська рада
Двірцівська сільська рада — колишній орган місцевого самоврядування у Сокальському районі Львівської області. Адміністративний центр ради — село Двірці.

## Населені пункти
Сільській раді були підпорядковані населені пункти:
- с. Двірці
- с. Волиця
- с. Заріка

## Склад ради
Рада складалася з 16 депутатів та голови.

### Керівний склад попередніх скликань
| ПІБ                       | Основні відомості                                      | Дата обрання | Дата звільнення |
| ------------------------- | ------------------------------------------------------ | ------------ | --------------- |
| Воєвода Михайло Федорович | Сільський голова, 1947 р.н., освіта, безпартійний      | 26.03.2006   | 31.10.2010      |
| Стрілець Надія Михайлівна | Сільський голова, 1959 р.н., освіта вища, позапартійна | 31.10.2010   |                 |

Примітка: таблиця складена за даними джерела